# Mariano Padilla y Ramos
Mariano Padilla y Ramos, född 1842 i Murcia, död den 21 november 1906 i Auteuil, var en spansk operasångare, far till Lola Artôt de Padilla.
Padilla, som var elev av Mabellini i Florens, debuterade först i Messina och sjöng sedermera i Turin, Florens, Milano, Neapel, Madrid, Sankt Petersburg, Wien, Berlin, Köpenhamn, Stockholm (1877, 1883, 1887) med flera städer. Padilla var under sina glansdagar en ypperlig buffasångare med mjuk och böjlig baryton samt outtömlig bonhomie. Från 1869 var han gift med sångerskan Désirée Artôt. 